# Vejce mimóza
Vejce mimóza je studený předkrm tvořený plněnými a obloženými vejci. Recept pochází ze starověkého Říma. Název pokrmu pochází z toho, že jeho jasně žlutá barva připomíná květy akácie sivozelené, zvané mimóza. Pro svůj efektní vzhled jsou vejce mimóza oblíbenou součástí švédských stolů na různých oslavách.

## Recept
Základní surovinou jsou vejce (obvykle slepičí), která se uvaří natvrdo, oloupou, rozkrojí podélně na polovinu a vydlabe se z nich žloutek, takže v bílku vznikne mistička. Část žloutku se utře s majonézou, kořením a bylinkami (pažitka pobřežní, pelyněk estragon, dobromysl obecná, koriandr setý, kopr vonný, kerblík třebule nebo petrželová nať). Do směsi se může také přidat worcestrová omáčka, nakládané okurky, olivy, kapary, chilli paprička, ančovičky nebo avokádo. Vzniklou hmotou se pomocí zdobicího sáčku naplní důlky, vejce se kladou na lůžko z hlávkového salátu a posypou se nadrobno nasekaným zbytkem vařeného žloutku. Tác s vejci mimóza mohou doplnit krevety, kaviár, uzeniny a různá zelenina.   
Název pochází z francouzštiny (Œuf mimosa), v anglicky mluvících zemích se pokrm nazývá „deviled eggs“ (ďábelská vejce).

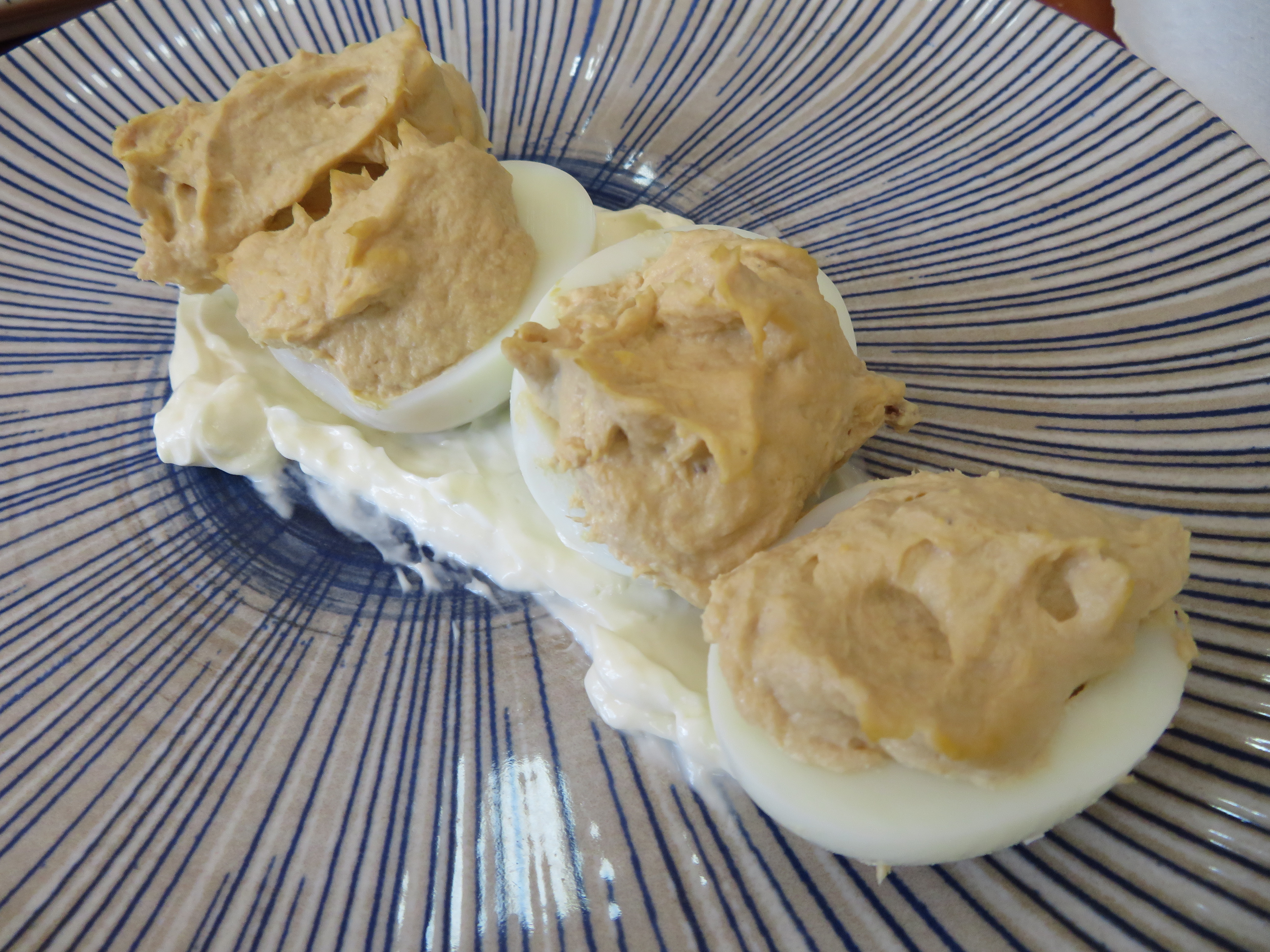
Plněná vejce (Španělsko)